# Jenipapo de Minas
Jenipapo de Minas är en kommun i Brasilien.   Den ligger i delstaten Minas Gerais, i den sydöstra delen av landet, 600 km öster om huvudstaden Brasília. Antalet invånare är 7 117.
Omgivningarna runt Jenipapo de Minas är huvudsakligen savann. Runt Jenipapo de Minas är det glesbefolkat, med 15 invånare per kvadratkilometer.